# Olympische Sommerspiele 1928/Schwimmen – 400 m Freistil (Männer)
Der Wettbewerb über 400 Meter Freistil der Männer bei den Olympischen Spielen 1928 in Amsterdam wurde vom 7. bis 9. August 1928 im Olympisch Zwemstadion ausgetragen. 26 Athleten nahmen daran teil. 
Es fanden sechs Vorläufe statt. Die jeweils zwei schnellsten Schwimmer aller Vorläufe und der zeitschnellste Dritte qualifizierten sich für die zwei Halbfinals, die am nächsten Tag ausgetragen wurden. Für das Finale qualifizierten sich die jeweils drei schnellsten Schwimmer beider Halbfinals.

## Rekorde
Vor Beginn der Olympischen Spiele waren folgende Rekorde gültig:
| Weltrekord         | Arne Borg ( Schweden)                    | 4:50,3 min | Stockholm, Schweden | 11. September 1925 |
| Olympischer Rekord | Johnny Weissmuller ( Vereinigte Staaten) | 5:04,2 min | Paris, Frankreich   | 18. Juli 1924      |

Während der Olympischen Spiele wurde folgender Rekord gebrochen:
| Olympischer Rekord | Alberto Zorrilla | 5:01,6 min | Amsterdam, Niederlande | 9. August 1928 |

## Titelträger
| Olympiasieger | Johnny Weissmuller ( Vereinigte Staaten) | 5:04,2 min | Paris 1924   |
| Europameister | Arne Borg ( Schweden)                    | 5:08,6 min | Bologna 1927 |

## Vorlauf

### Vorlauf 1
| Platz | Name           | Nation             | Zeit       | Anmerkung |
| ----- | -------------- | ------------------ | ---------- | --------- |
| 1     | Austin Clapp   | Vereinigte Staaten | 5:13,4 min |           |
| 2     | Nobuo Arai     | Japan              | 5:23,4 min |           |
| 3     | Friedel Berges | Deutsches Reich    | 5:27,8 min |           |
| 4     | James Thompson | Kanada             | unbekannt  |           |

### Vorlauf 2
| Platz | Name                | Nation             | Zeit       | Anmerkung |
| ----- | ------------------- | ------------------ | ---------- | --------- |
| 1     | Buster Crabbe       | Vereinigte Staaten | 5:09,8 min |           |
| 2     | Hiroshi Yoneyama    | Japan              | 5:17,8 min |           |
| 3     | Albert Vandeplancke | Frankreich         | 5:20,0 min |           |
| 4     | Géza Szigritz       | Ungarn             | 5:41,0 min |           |
| 5     | Arthur Watts        | Großbritannien     | unbekannt  |           |

### Vorlauf 3
| Platz | Name             | Nation           | Zeit       | Anmerkung |
| ----- | ---------------- | ---------------- | ---------- | --------- |
| 1     | Garnet Ault      | Kanada           | 5:18,8 min |           |
| 2     | Herbert Heinrich | Deutsches Reich  | 5:20,0 min |           |
| 3     | Václav Antoš     | Tschechoslowakei | 5:39,8 min |           |
| 4     | Tuburan Tamse    | Philippinen      | unbekannt  |           |

### Vorlauf 4
| Platz | Name                   | Nation             | Zeit       | Anmerkung |
| ----- | ---------------------- | ------------------ | ---------- | --------- |
| 1     | Arne Borg              | Schweden           | 5:09,6 min |           |
| 2     | Ray Ruddy              | Vereinigte Staaten | 5:26,4 min |           |
| 3     | Walter Handschuhmacher | Deutsches Reich    | 5:32,0 min |           |
| 4     | Rezső Wanié            | Ungarn             | 5:35,2 min |           |

### Vorlauf 5
| Platz | Name            | Nation     | Zeit       | Anmerkung |
| ----- | --------------- | ---------- | ---------- | --------- |
| 1     | Katsuo Takaishi | Japan      | 5:22,8 min |           |
| 2     | Andrew Charlton | Australien | 5:23,0 min |           |
| 3     | Paolo Costoli   | Italien    | unbekannt  |           |
| 4     | Adán Gordón     | Panama     | unbekannt  |           |
| 5     | Hernán Téllez   | Chile      | unbekannt  |           |

### Vorlauf 6
| Platz | Name              | Nation         | Zeit       | Anmerkung |
| ----- | ----------------- | -------------- | ---------- | --------- |
| 1     | Alberto Zorrilla  | Argentinien    | 5:19,2 min |           |
| 2     | John Hatfield     | Großbritannien | 5:32,8 min |           |
| 3     | David Lindsay     | Neuseeland     | 5:38,6 min |           |
| 4     | William Broderick | Irland         | unbekannt  |           |

## Halbfinale

### Lauf 1
| Platz | Name             | Nation             | Zeit       | Anmerkung |
| ----- | ---------------- | ------------------ | ---------- | --------- |
| 1     | Alberto Zorrilla | Argentinien        | 5:11,4 min |           |
| 2     | Andrew Charlton  | Australien         | 5:13,6 min |           |
| 3     | Ray Ruddy        | Vereinigte Staaten | 5:20,6 min |           |
| 4     | Garnet Ault      | Kanada             | unbekannt  |           |
| 5     | Hiroshi Yoneyama | Japan              | unbekannt  |           |
|       | John Hatfield    | Großbritannien     | DNS        |           |
|       | Nobuo Arai       | Japan              | DNS        |           |

### Lauf 2
| Platz | Name                | Nation             | Zeit       | Anmerkung |
| ----- | ------------------- | ------------------ | ---------- | --------- |
| 1     | Arne Borg           | Schweden           | 5:05,4 min |           |
| 2     | Buster Crabbe       | Vereinigte Staaten | 5:06,2 min |           |
| 3     | Austin Clapp        | Vereinigte Staaten | 5:06,8 min |           |
| 4     | Katsuo Takaishi     | Japan              | unbekannt  |           |
| 5     | Herbert Heinrich    | Deutsches Reich    | unbekannt  |           |
| 6     | Albert Vandeplancke | Frankreich         | unbekannt  |           |

## Finale
| Platz | Name             | Nation             | Zeit       | Anmerkung |
| ----- | ---------------- | ------------------ | ---------- | --------- |
| 1     | Alberto Zorrilla | Argentinien        | 5:01,6 min | OR        |
| 2     | Andrew Charlton  | Australien         | 5:03,6 min |           |
| 3     | Arne Borg        | Schweden           | 5:04,6 min |           |
| 4     | Buster Crabbe    | Vereinigte Staaten | 5:05,4 min |           |
| 5     | Austin Clapp     | Vereinigte Staaten | 5:16,0 min |           |
| 6     | Ray Ruddy        | Vereinigte Staaten | 5:25,0 min |           |